# 六道神士
六道神士（1970年11月16日—），日本漫畫家，出生於福岡縣太宰府市，九州產業大學畢業，自畫像是戴墨鏡的戽斗男。出道之前是同人誌作家，主要從事成人向創作。第一部正式連載作品是，之後使用其部分設定連載《迷糊女戰士》（エクセル・サーガ）。近作有《紅殼的潘朵拉》。

## 作品
- 市立戰隊（市立戦隊ダイテンジン）
- 迷糊女戰士（エクセル・サーガ）
- 精靈特派員（ホーリー・ブラウニー）
- 魔咒
- 梅比烏斯齒輪（メビウスギア）（原作：井上敏樹）
- 共犯同盟（アカンプリス）
- 妖力女神（デスレス）
- 超音女戰士 ECHO/ZEON（ECHO/ZEON -エコー/ゼオン-）
- 神言少女sarakiel（サラカエル）
- AGEHA（AGEHA）
- 紅殼的潘朵拉（紅殻のパンドラ）（原案：士郎正宗）